# Балуца (Мехединци)
Балуца (рум. Băluța) насеље је у Румунији у округу Мехединци у општини Поноареле. Oпштина се налази на надморској висини од 488 m.

## Становништво
Према подацима из 2002. године у насељу је живело 233 становника, од којих су сви румунске националности.